# 东姑布丽雅
东姑布丽雅·东姑依斯迈 (1924年3月28日—2008年11月28日)是马来西亚玻璃市州拉惹后，1960年至1965年间出任马来西亚第三任最高元首后。

## 早年
东姑布丽雅于1924年3月28日出生在吉兰丹瓜拉吉赖。她是泰国南部北大年王子东姑依斯迈和妻子东姑祖拜达的女儿。东姑依斯迈是北大年尤努斯王朝的第三任拉惹的儿子，东姑祖拜达则是北大年苏丹国末任国王苏丹阿都卡迪尔卡马鲁丁沙阿的女儿。
她的家族统治着泰国南部的北大年，直到拉玛五世为巩固他对泰国南部的控制而推翻其家族为止。东姑布丽雅的外祖父，苏丹阿都卡迪尔卡马鲁丁沙阿撤退至吉兰丹。吉兰丹王室与北大年王室是远亲。
东姑布丽雅在一个生活方式简单的家庭中长大。她以温柔和礼貌而闻名。通过积极参与制服团体，她将自己发展成为具有卓越领导特质的人。

## 王后
1941年，也就是她16岁时，东姑布丽雅嫁给时任玻璃市太子端姑賽布特拉。他们育有五名儿子，五名女儿。
当端姑賽布特拉被日本占领军驱逐时，东姑布丽雅帮助他在哥打峇鲁经营一家小蛋糕杂货店。1945年日军投降后，他们回到玻璃市。端姑賽布特拉随即继任玻璃市拉惹，东姑布丽雅被册封为拉惹后。1960年端姑賽布特拉出任马来亚最高元首，她也随即成为最高元首后。
2000年端姑賽布特拉驾崩时，他是世界上统治时间最长的君主。他们的长子端姑赛西拉祖丁继任玻璃市拉惹，并于2001年至2006年间出任马来西亚最高元首，东姑布丽雅随即被尊为玻璃市太后。

## 去世
东姑布丽雅于2008年1月28日凌晨3:47在吉隆坡医院去世，享年84岁。
最高元首端姑米占再纳阿比丁和首相拿督斯里阿都拉·巴达威在她的遗体被马来西亚皇家空军运往亚罗士打之前，他们在吉隆坡表达了最后的敬意。随后，她的遗体被抬上灵车（从亚罗士打的苏丹阿都哈林-甲抛峇底机场经陆路驶往皇城亚娄），在那里当地公民有一个小时的时间表达最后的敬意；其中包括吉打州苏丹和苏丹后。下午，她被安葬在玻璃市皇家陵墓。